# Le Petit Marseillais
Le Petit Marseillais è stato un quotidiano francese pubblicato a Marsiglia dal 1868 al 1944.

## Storia
Fu fondato nel 1868 da Toussaint Samat, Denis Bourrageas e Jean-Baptiste Peirron. Il 22 marzo dello stesso anno uscì il primo numero del giornale. Nel 1869, grazie alla copertura di un caso di cronaca nera, passato alla storia come quello delle "avvelenatrici", iniziarono le prime tirature importanti del Le Petit Marseillais. 
Per far fronte alla crescente concorrenza dal 16 maggio 1897 Le Petit Marseillais uscì in un formato di sei pagine.
Nel 1939, Le Petit Marseillais raggiunse una tiratura giornaliera di 150.000 copie. Alla fine del decennio, il giornale era distribuito nel sud-est della Francia, in Corsica e nel Nord Africa francese. Pur continuando a proclamarsi repubblicano, la sua linea politica divenne via via estremamente moderata.
In quegli il giornale acquisì due quotidiani tolonesi, La République du Var, d'orientamento radical-socialista, e Le Petit Var. Nel luglio del 1940 Le Petit Marseillais si pronunciò a favore della Révolution nationale voluta dal maresciallo Pétain.

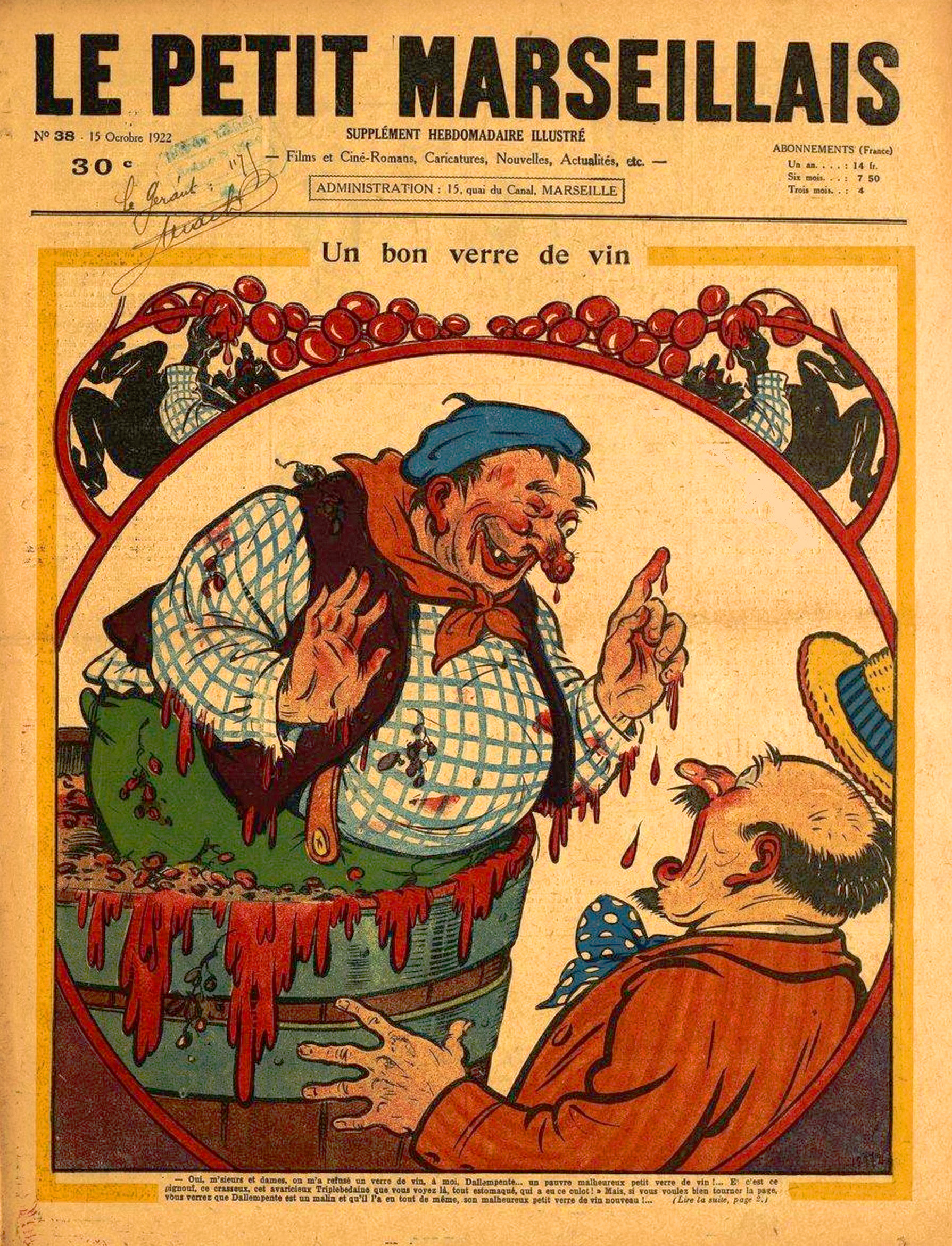
Le Petit Marseillais

Durante la seconda guerra mondiale, il giornale sostenne apertamente il governo di Vichy. Jean Gaillard-Bourrageas, direttore e principale azionista del giornale, fu arrestato nel marzo 1941 per frode e appropriazione indebita a danno del giornale. Tentò di riconquistare la sua posizione all'interno nel giornale facendo arrestare i co-direttori nel 1943 grazie al sostegno di Pierre Laval, dei tedeschi e di un direttore e amministratore del giornale, Albert Lejeune, direttore del Petit Niçois. Per questa vicenda Gaillard-Bourrageas fu processato e condannato a morte in contumacia dal Tribunale di Marsiglia il 22 ottobre 1944. Anche Lejeune, presente all'udienza, fu alla pena capitale e fucilato il 3 gennaio 1945.
Il giornale cessò di uscire nel 1944, nei primi giorni della Liberazione. L'intero gruppo di stampa e le sue tipografie furono rilevate dalla Resistenza. Le Petit Var riappare con il titolo Le Petit Varois, d'orientamento comunista. Quanto a La République du Var, tornò in edicola con lo stesso titolo. I locali de Le Petit Marseillais furono recuperati e divennero la sede del quotidiano La Marseillaise.